# 150374 Jasoncook
150374 Jasoncook este o planetă minoră (asteroid) din centura de asteroizi. A fost descoperită pe 5 februarie 2000 la Observatorul Național Kitt Peak de Marc Buie⁠(d). 
Obiectul prezintă o orbită caracterizată de o semiaxă mare de 2,3839514257144 UAi, o excentricitate de 0,18, o înclinație de 1,5 ° în raport cu ecliptica.